# Maxime Margely
Maxime Margely, né le 14 juin 2000 à Caen, est un kayakiste français pratiquant la course en ligne. En 2022, il a à son actif 16 titres de champion de France.

## Biographie
En 2016, Maxime Margely remporte ses premières médailles nationales, avec notamment un titre sur K1 1000 m, à Libourne et une médaille de bronze, sur K2 fond, à Poses. 
Lors des saisons qui suivent, le jeune kayakiste breton monte en puissance et s’affirme logiquement comme un des grands espoirs du kayak en France. Lors de la saison 2017, il réalise notamment un magnifique quadruplé (K1 1000m, K2 1000m, K2 200m et K4 200m), aux Championnats de France juniors, à Vitré. En tout, lors de ses deux années en junior, il raflera pas moins de 11 titres de champion de France. 
Sur les compétitions internationales, Maxime est souvent au rendez-vous des finales. Pour l’instant, lors de ses différentes participations aux Championnats d’Europe et du monde, il n’est pas encore parvenu à obtenir une médaille. En 2018, avec une 4e place aux Championnats d’Europe, à Aurenzo et une 6e place, aux mondiaux, à Plovdiv, il n’a pas été loin de franchir ces paliers. Une année auparavant, il était néanmoins parvenu à se hisser sur le podium, aux Olympic Hopes en K2, sur 500m. 
L’an dernier, pour sa première saison chez les seniors, il a répondu présent, avec notamment une 2e place, en K4 fond, à Temples-sur-Lot.
En juillet 2019, il rejoint Futur Sport, association promouvant le sport et la jeunesse.

## Palmarès

### Championnats de France
- Médaille d'or en K1 1000m aux Championnats de France cadets 2016, à Libourne
- Médaille d'or en K4 fond aux Championnats de France juniors 2017, à Angers
- Médaille d'or en K1 1000m aux Championnats de France juniors 2017, Vitré[2]
- Médaille d'or en K2 1000m aux Championnats de France juniors 2017, à Vitré
- Médaille d'or en K2 200m aux Championnats de France juniors 2017, à Vitré
- Médaille d'or en K4 200m aux Championnats de France juniors 2017, à Vitré
- Médaille d'or en K1 fond aux Championnats de France juniors 2018, à Chamouille
- Médaille d'or en K2 fond aux Championnats de France juniors 2018, à Chamouille
- Médaille d'or en K1 1000m aux Championnats de France juniors 2018, à Poses
- Médaille d'or en K2 200m aux Championnats de France juniors 2018, à Poses
- Médaille d'or en K1 1000m aux Championnats de France élite 2018, à Vaires-sur-Marne
- Médaille d'or en K1 500m aux Championnats de France élite 2018, à Vaires-sur-Marne
- Médaille d'argent en K4 fond aux Championnats de France seniors 2019, à Temples-sur-Lot
- Médaille d'or en K4 500m aux championnats de France sénior 2021, à Gravelines
- Médaille d'or en K1 5000m aux championnats de France U23 2022, à Libourne
- Médaille d'or en K2 5000m aux championnats de France sénior 2022, à Libourne
- Médaille d'or en K4 500m aux championnats de France sénior 2022, à Vichy

### Championnats d'Europe
- 6ème en K2 500m aux Championnats d'Europe juniors 2017, à Belgrade
- 4ème en K1 1000m aux Championnats d'Europe juniors 2018, à Auronzo
- 11ème en K4 500m aux Championnats d'Europe U23 2019, à Racice
- 7ème en K2 500m aux Championnats d'Europe U23 2022, à Belgrade

### Championnats du monde
- 10ème en K1 1000m aux Championnats du monde juniors 2017, à Pitesti
- 13ème en K1 500m aux Championnats du monde juniors 2017, à Pitesti
- 6ème en K1 1000m aux Championnats du monde juniors 2018, à Plovdiv [3],[4]
- 13ème en K4 500m aux Championnats du monde juniors 2018, à Plovdiv
- 15ème K1 1000m aux Championnats du monde U23 2019, à Pitesti
- 8ème K4 500m aux Championnats du monde U23 2022, à Szeged

### Olympic Hopes
Médaille de bronze en K2 500m aux Olympic Hopes 2017, à Racice